# ونسا-می
ونسا-می ونکورن نیکلسون (به انگلیسی: Vanessa-Mae Vanakorn Nicholson) (متولد ۲۷ اکتبر ۱۹۷۸ میلادی) که با نام حرفه‌ای ونسا-می (در چینی: 陳美, Chén Měi) شناخته می‌شود، یک موسیقی‌دان بین‌المللی مشهور بریتانیایی متولد سنگاپور در زمینه‌های موسیقی پاپ و کلاسیک است که خصوصاً برای توانایی‌هایش در نواختن ویولن شهرت دارد. سبک موسیقایی او به توصیف خودش، «ترکیب تکنو-آکوستیک ویولن» است، هم‌چنان‌که بسیاری از آلبوم‌های او به طرز مشخصی شامل سبک تکنو هستند.

## کودکی
ونسا-می از پدری تایلندی (وارپرونگ واناکورن، در انگلیسی:Varaprong Vanakorn) و مادری چینی (پاملا تان، در انگلیسی:Pamela Tan) در سنگاپور متولد شد. در حالی که چهار سال بیشتر نداشت، والدینش از یکدیگر جدا شدند و مادرش با مردی انگلیسی به نام گراهام نیکلسون ازدواج کرد و خانواده‌اش به انگلستان مهاجرت کردند. او در لندن بزرگ شد و به شهروندی انگلستان درآمد.

## زندگی حرفه‌ای
ونسا-می در سه سالگی پیانو و در پنج سالگی ویولن می‌نواخت.